# Гідрозмішувач
Гідрозмішувач (рос. гидросмеситель, англ. hydromixer, нім. Hydromischer m) — апарат для приготування бурових розчинів. Поширення отримали гідромоніторні та гідроежекторні змішувачі. Продуктивність гідрозмішувача до 60 м3/год.